# Fernando Torres y Portugal
Fernando Torres y Portugal (Jaén, Regne de Castella, ? - ?, ?), comte de Villar Dompardo, va ser un dels virreis del Perú (1584-1589), en l'època del rei Felip II. Entre les seves principals actuacions destaquen la fortificació del port del Callao i la renovació de la seva flota, així com la reorganització de la hisenda reial, de tal manera que va poder enviar grans tributs a la corona espanyola. Va haver d'afrontar la gran destrucció provocada pel terratrèmol de 1586 i les incursions del pirata anglès Sir Thomas Cavendish, qui va saquejar i incendiar Paita, Arica i Pisco (1587).